# Харківське шосе (Київ)
Ха́рківське шосе́ — вулиця (шосе) в Дніпровському та Дарницькому районах міста Києва, місцевості Соцмісто, Стара Дарниця, Нова Дарниця, Харківський масив, Червоний хутір. Пролягає від Дарницької площі до Харківської площі.
Прилучаються Празька вулиця, бульвар Ярослава Гашека, провулок Лобачевського, вулиці Сиваська, Березнева, Фанерна, Харківський шляхопровід через залізницю та вулицю Петра Радзіня, вулиці Привокзальна, Тепловозна, Здолбунівська, Михайла Кравчука, Сімферопольська, Юрія Литвинського, Тростянецька, Брацлавська, Володимира Рибака, Томашпільська, Молочанський провулок, Молочанська вулиця, провулки Заміський, Диканський, вулиці Грузинська, Архітектора Вербицького, провулки Грузинський, Вірменський, Вірменська вулиця, провулки Харківський, Ялинковий, Чернігівський, вулиця Братів Чибінєєвих, проспект Миколи Бажана.

## Історія
Вулиця виникла у 30-ті роки XX століття, початкова частина (до Нової Дарниці) являла собою безіменний незабудований шлях — частину Старої Бориспільської дороги, заключна частина (від теперішньої Сімферопольської вулиці до Харківської площі) складалася з двох вулиць: 41-ї Нової та Русанівської. У 1950-ті роки на основі існуючих вулиць було прокладено автомагістраль в бік Харкова. Сучасна назва — з 1959 року.

## Галерея

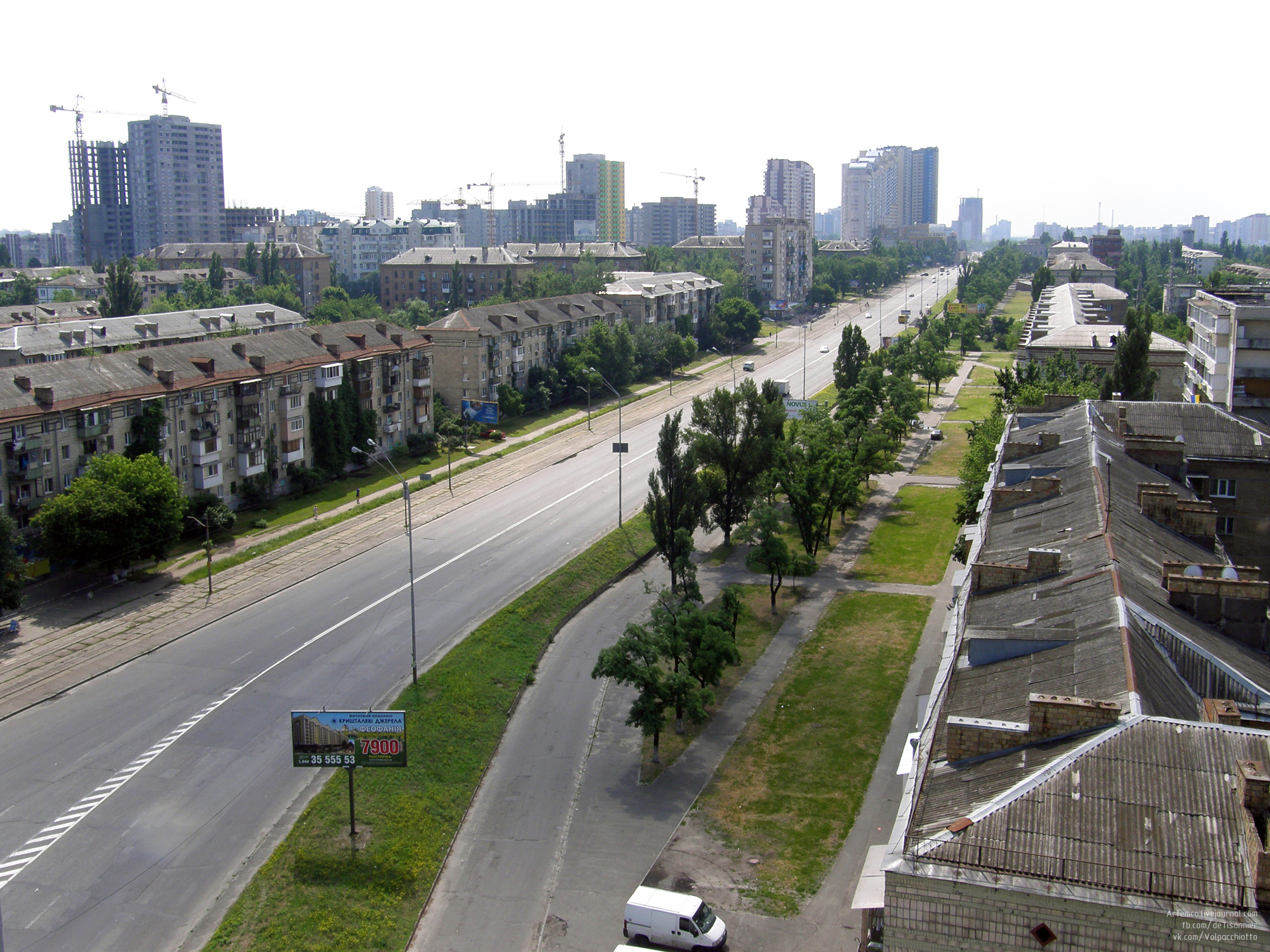
Початок на південь від Дарницької площі
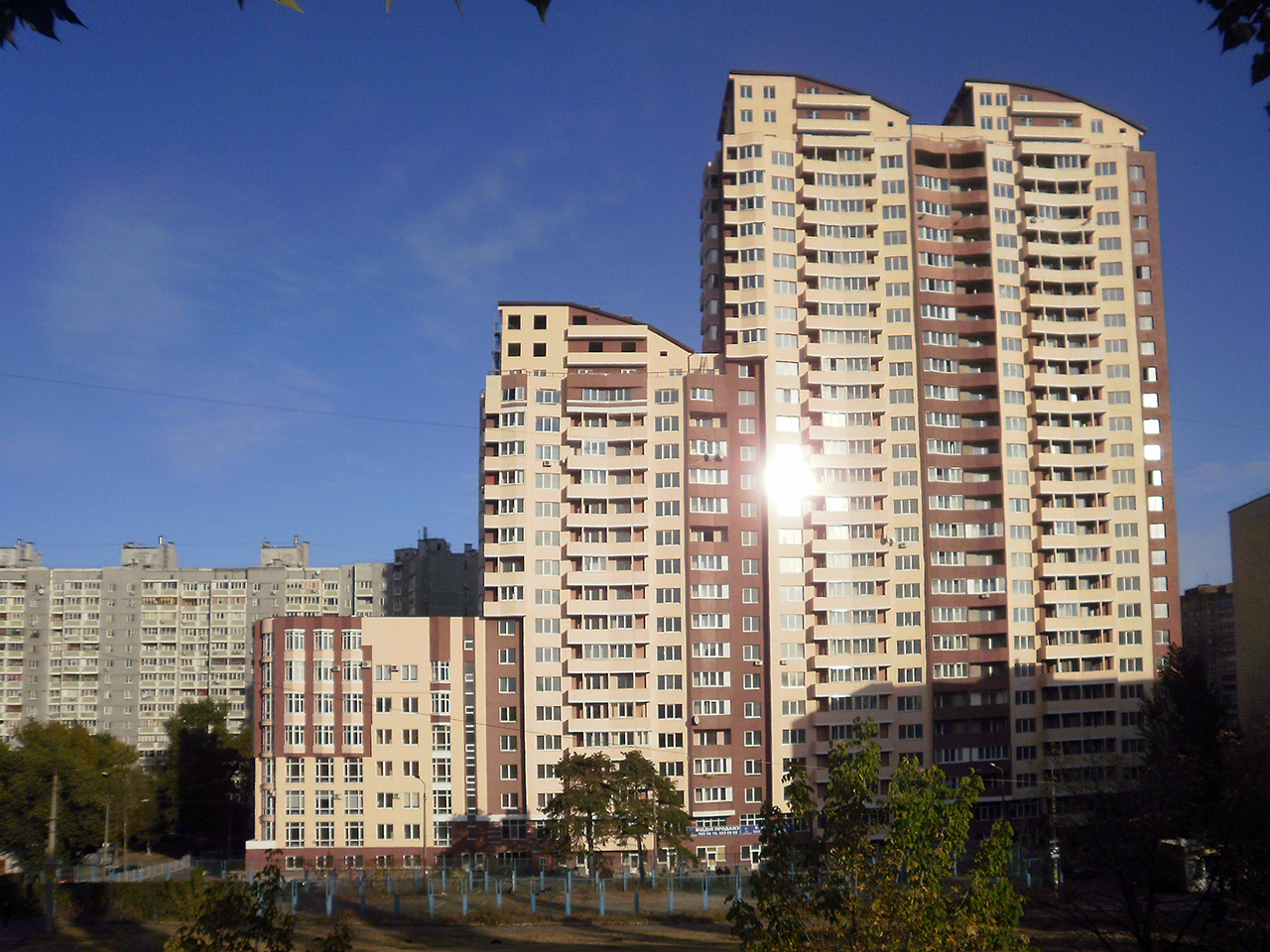
№ 17а — житловий будинок «Стародарницький», 2011
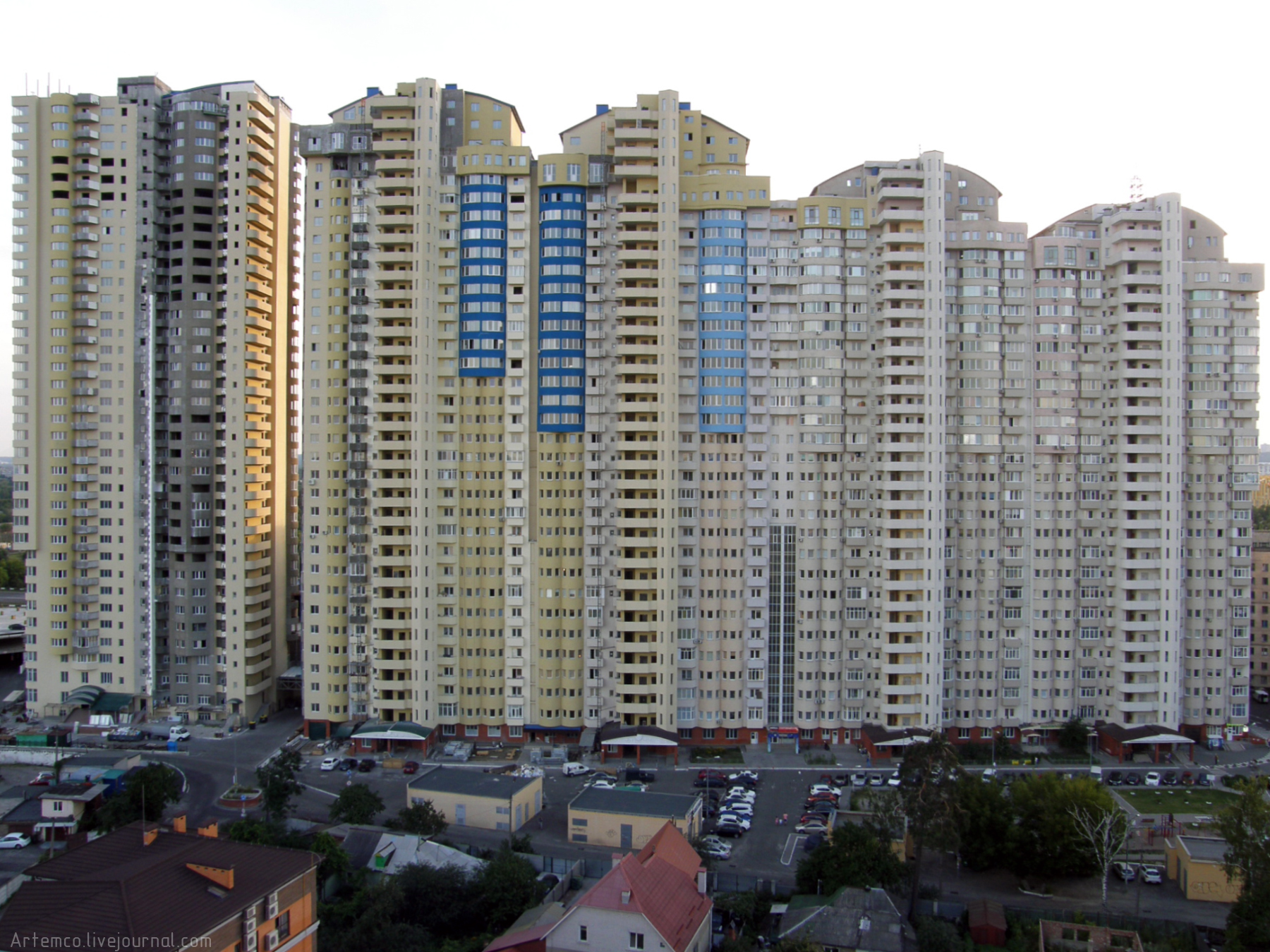
№ 19 – БФК «Мега-ситі»
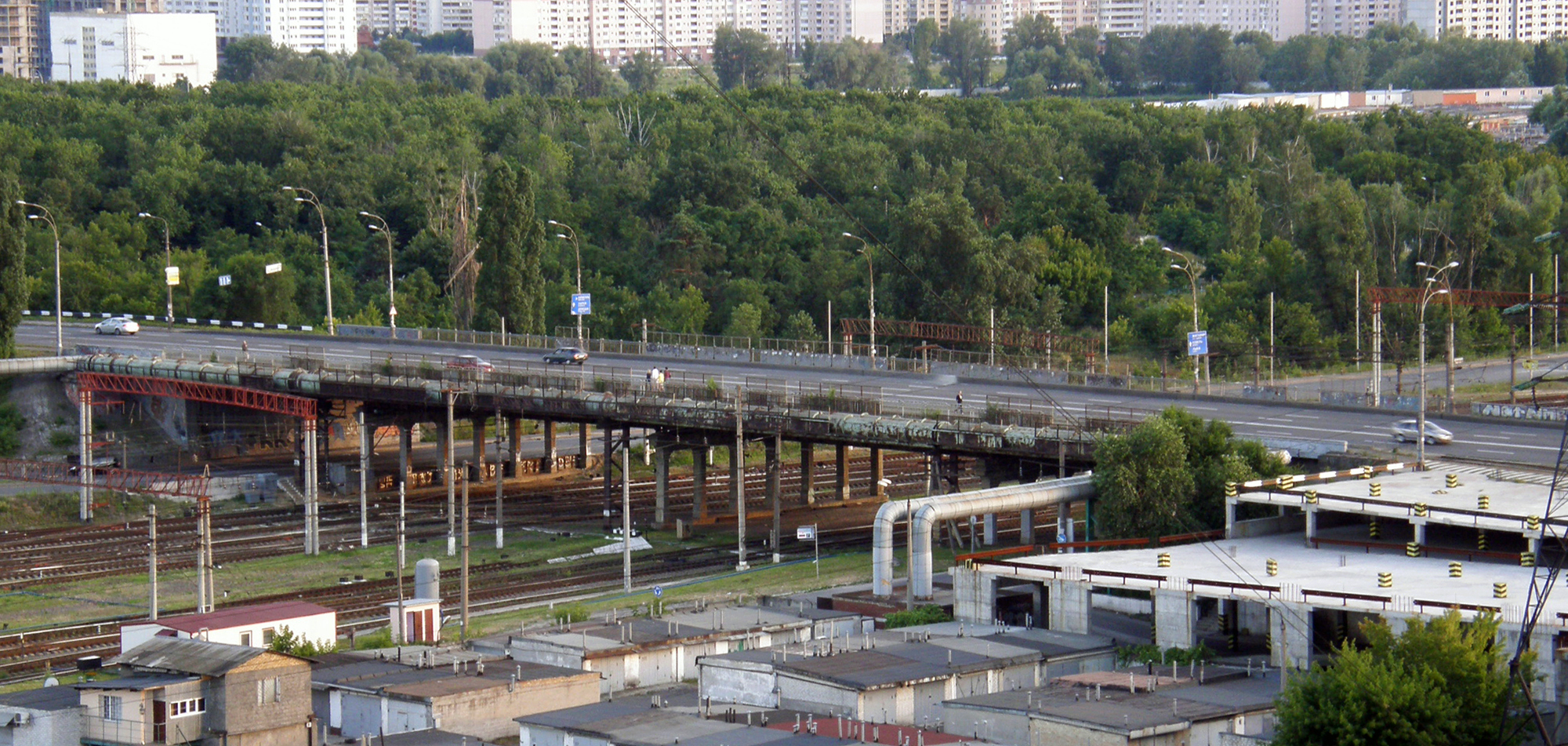
Харківський шляхопровід над залізницею
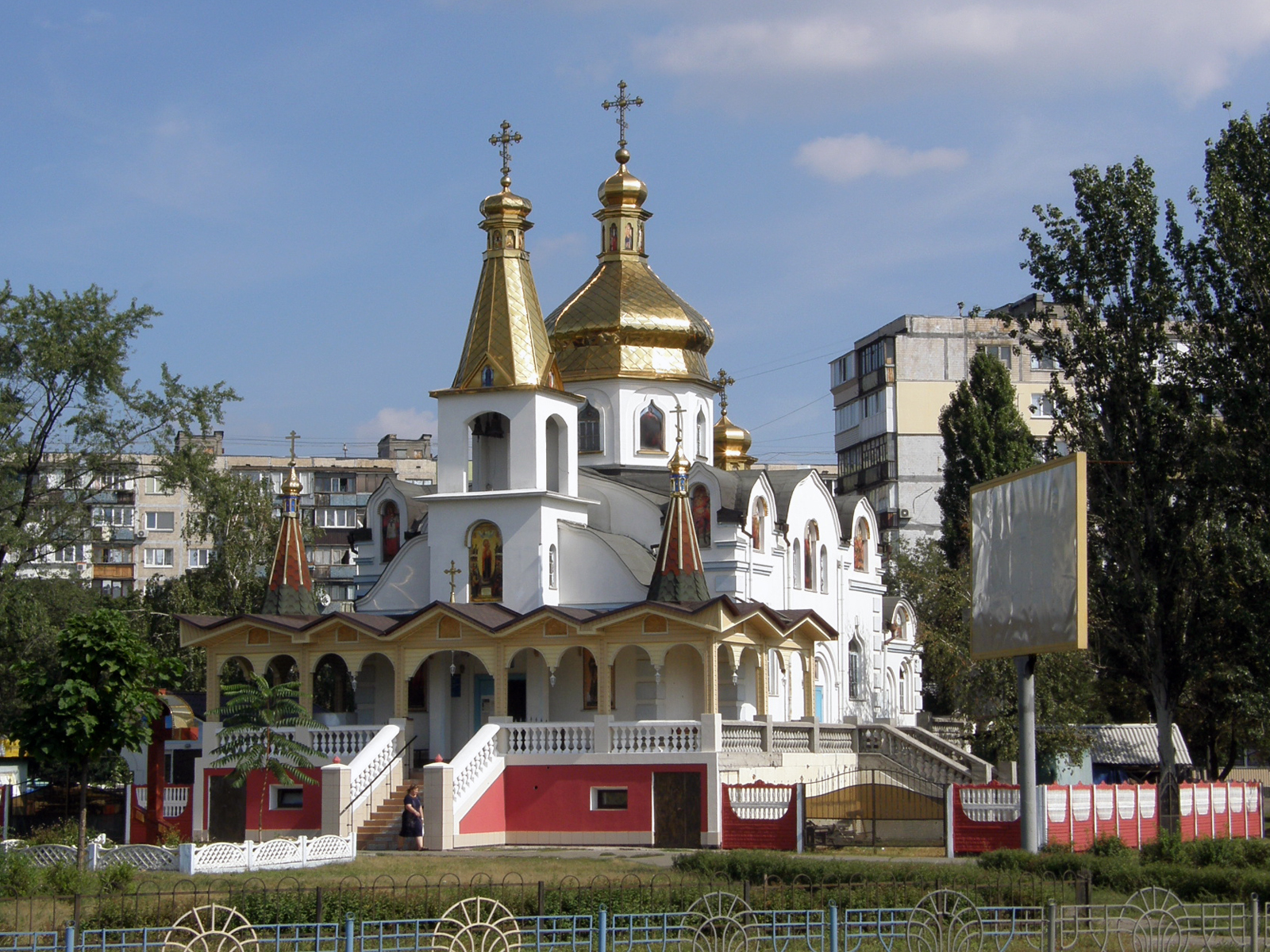
Каплиця Пресвятої Богородиці Всіх скорбящих радості у сквері на розі з Привокзальною вулицею
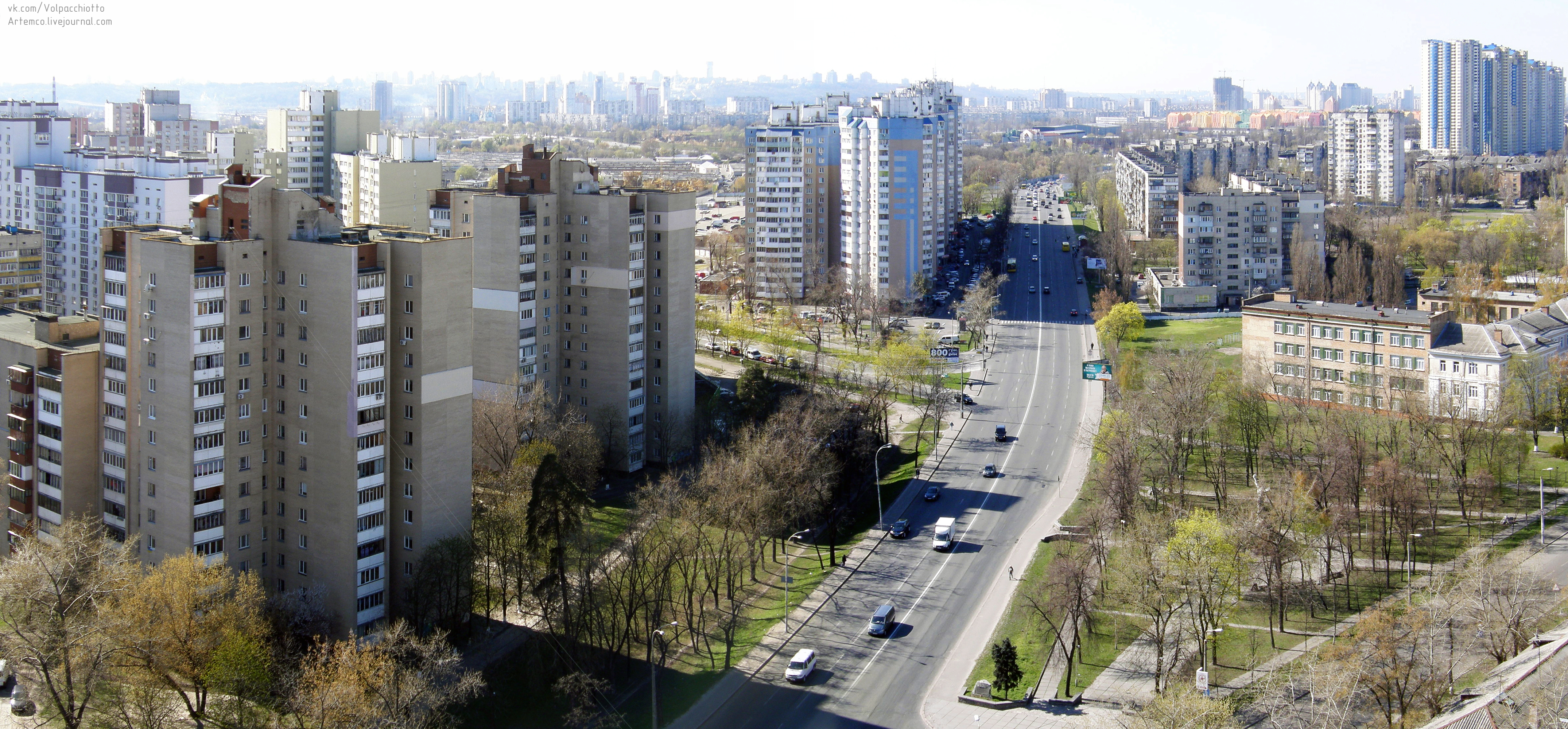
На північ від перетину з вулицею Юрія Литвинського
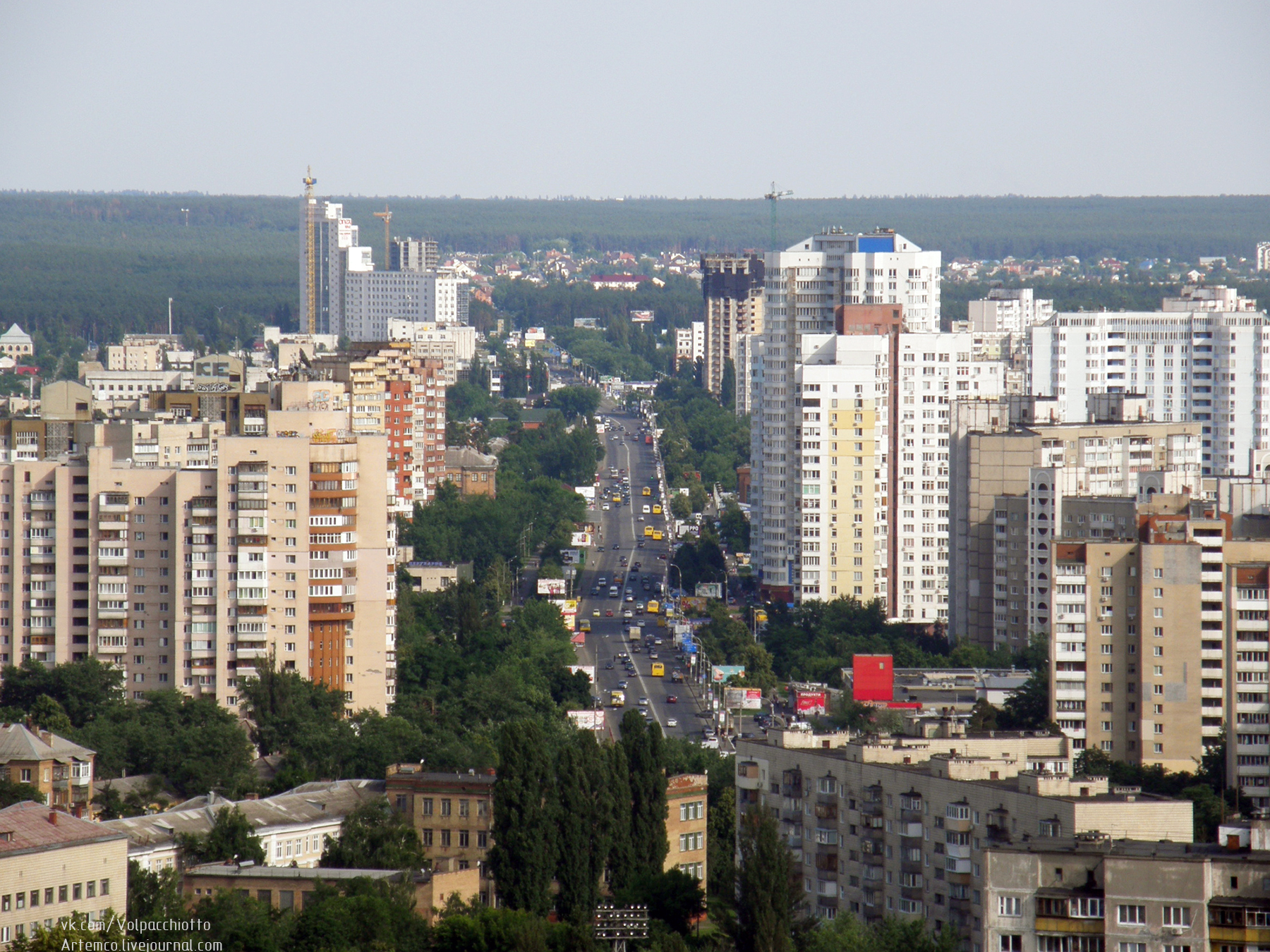
На південь від перетину з вулицею Юрія Литвинського
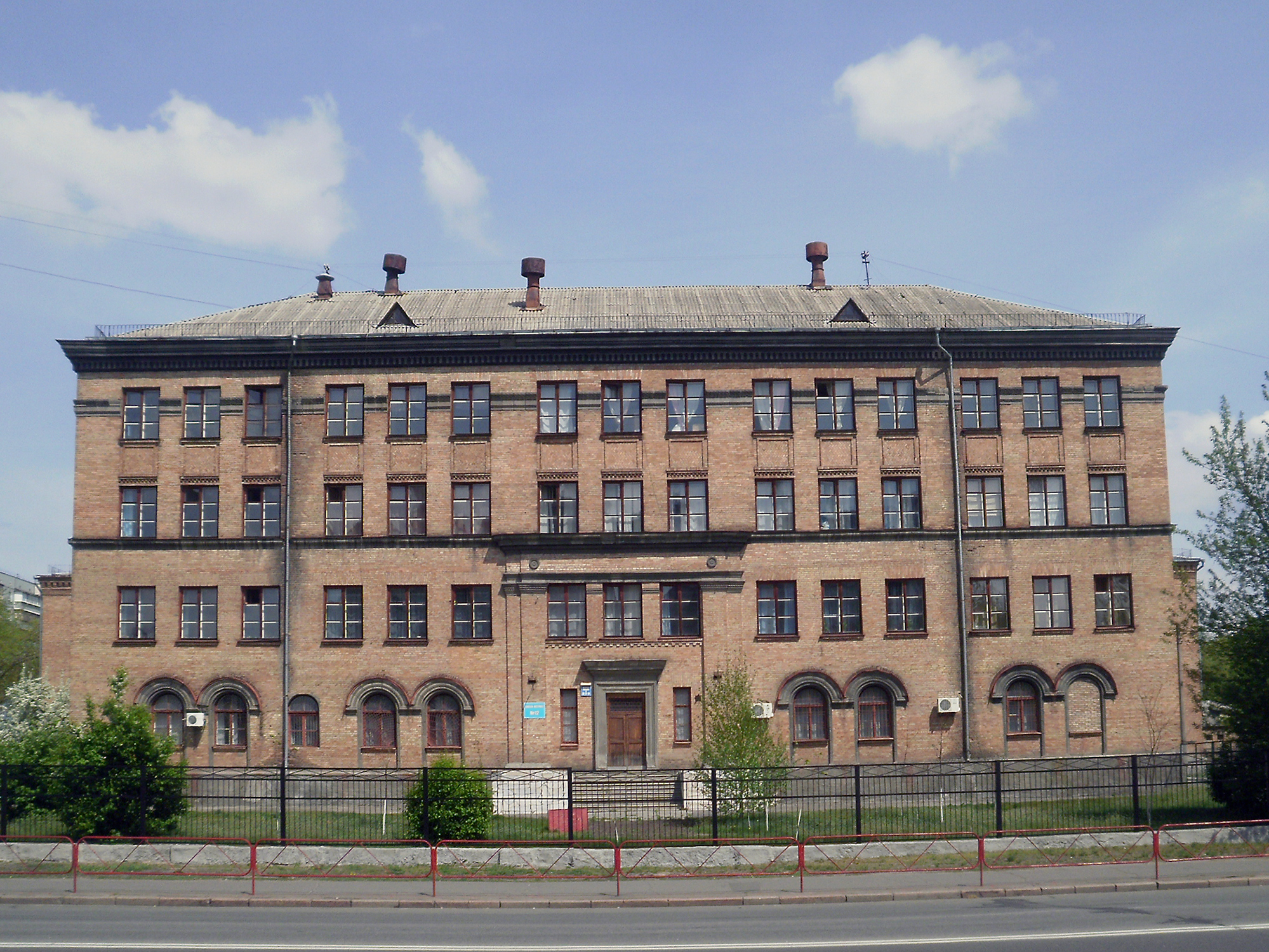
№ 121/3 – спецшкола-інтернат № 12 для розумово відсталих дітей
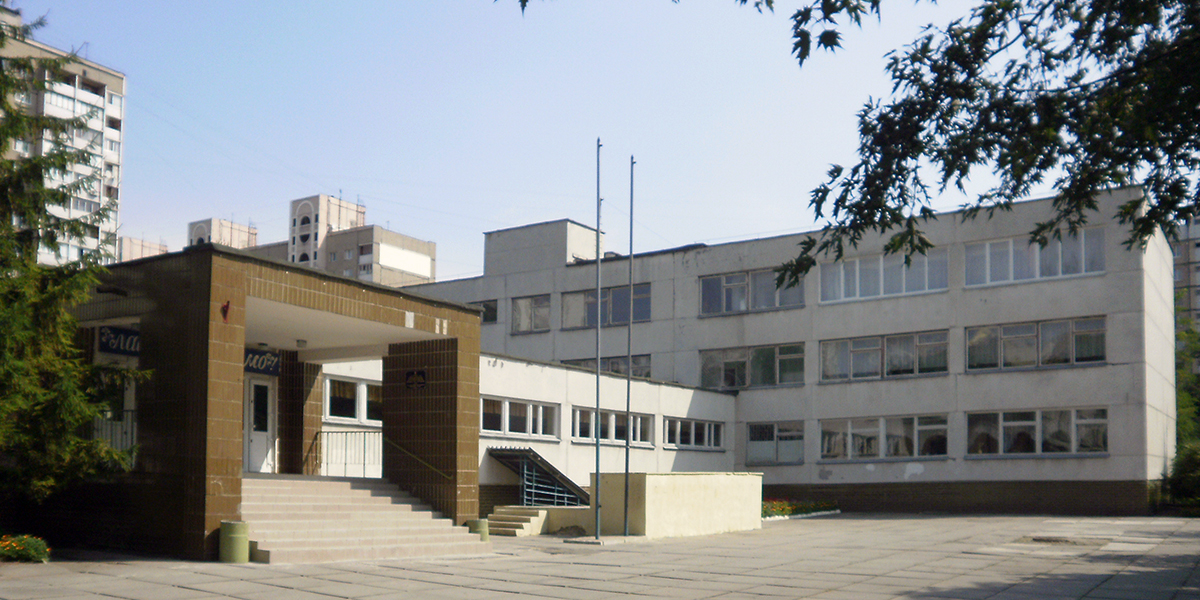
№ 168і – школа № 274, 1988 р.
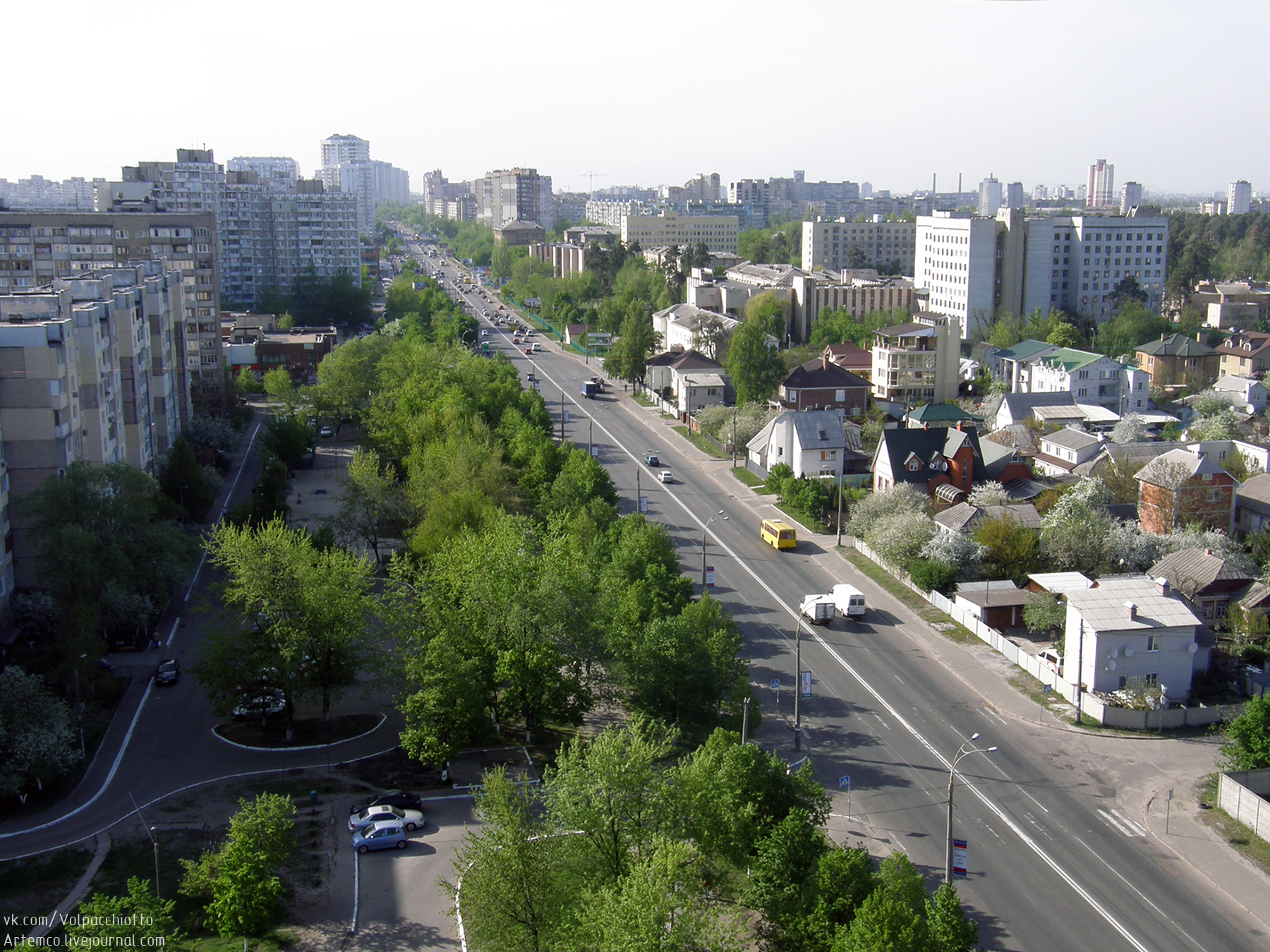
На північ від вулиці Архітектора Вербицького
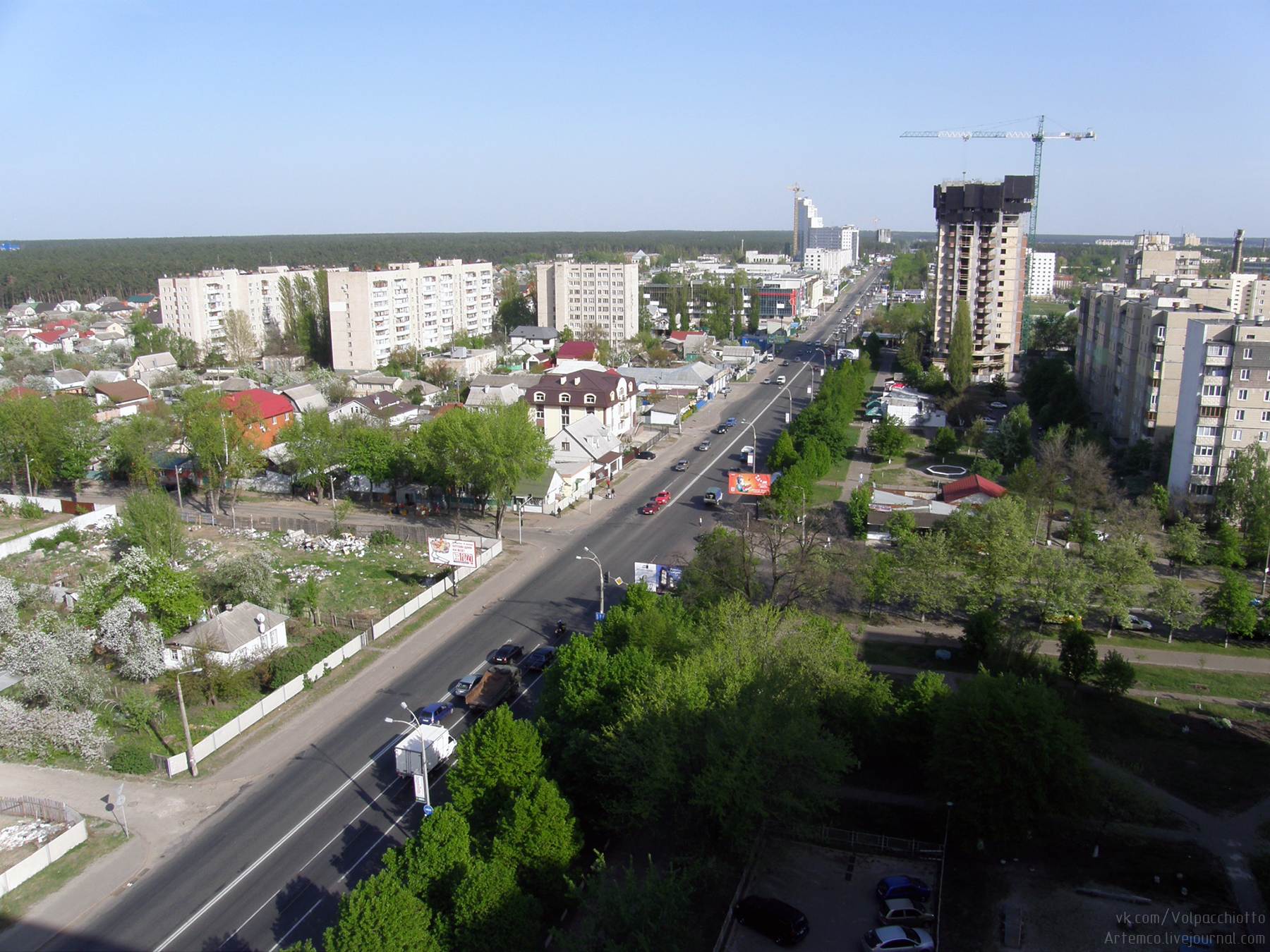
на південь від вул. Вербицького до кінця
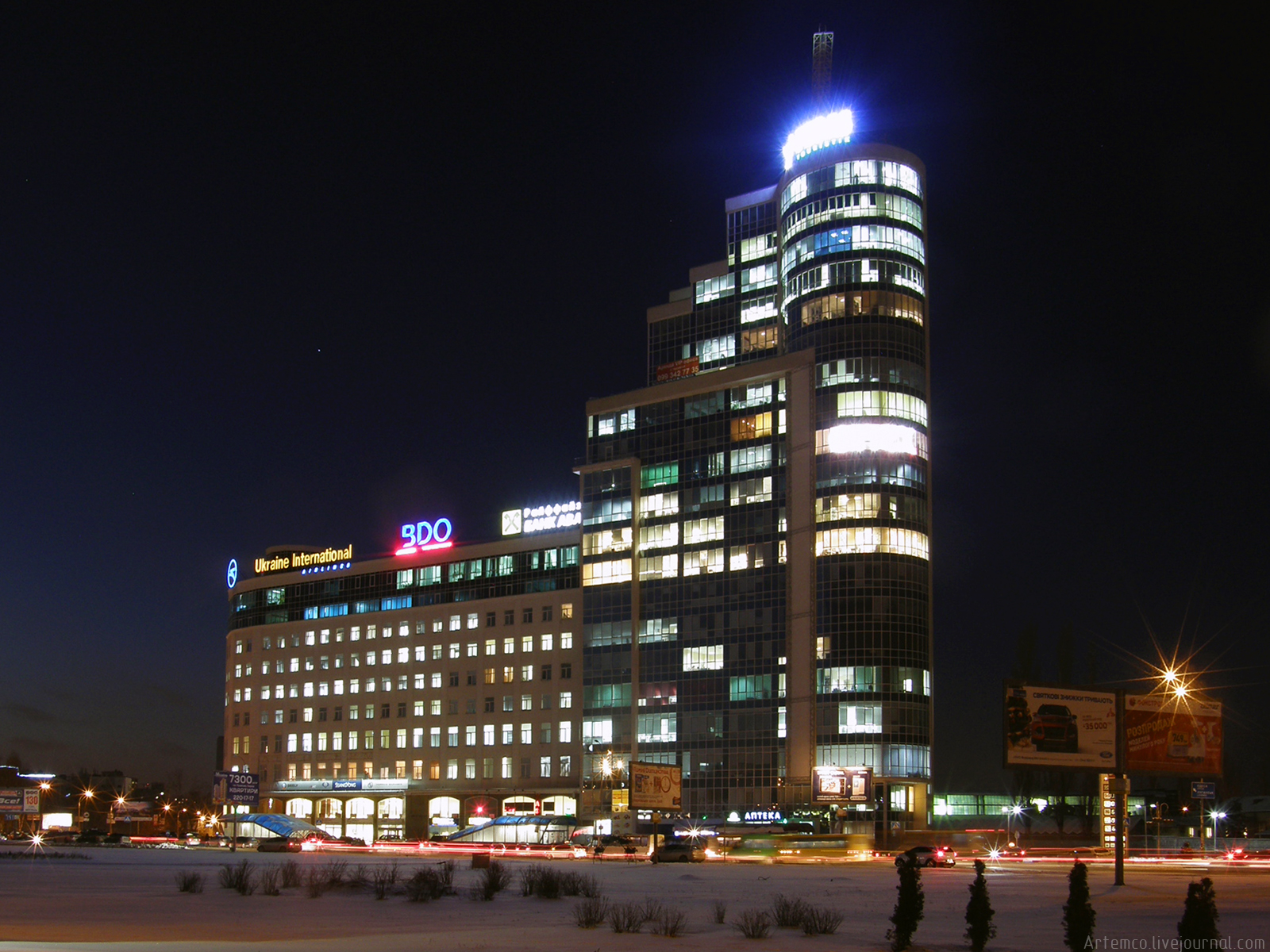
№ 201-203 — офісна будівля